# Кайо Жоржи
Ка́йо Жо́рже Пи́нто Ра́мос (порт.-браз. Kaio Jorge Pinto Ramos, бразильский португальский: [ˈkaju ˈʒoɾʒɨ]; 24 января 2002, Олинда) — бразильский футболист, нападающий клуба «Крузейро».

## Клубная карьера
Уроженец Олинды, штат Пернамбуку, Каю начал тренироваться в футбольной академии «Сантоса» с десятилетнего возраста. В ноябре 2017 года 15-летний Каю был переведён в состав «Сантоса» до 20 лет.
21 сентября 2018 года Каю начал тренироваться с основным составом «Сантоса». 30 сентября 2018 года он дебютировал в основном составе «Сантоса» в матче Серии А бразильского чемпионата в матче против «Атлетико Паранаэнсе».
11 января 2019 года подписал свой первый профессиональный контракт с «Сантосом», рассчитанный на три года.
2 августа 2021 года было объявлено о заключении соглашения между «Сантосом» и итальянским «Ювентусом» о переходе Каю Жоржи. 17 августа официально стал игроком «Ювентуса», получив футболку с номером «21».

## Карьера в сборной
В 2017 году в составе сборной Бразилии до 15 лет Каю сыграл на чемпионате Южной Америки, забив 4 мяча на этом турнире, включая два мяча в финале, в котором бразильцы проиграли аргентинцам.
21 сентября 2018 года был вызван в сборную Бразилии до 17 лет для участия в товарищеских матчах. 14 октября 2018 года забил гол за сборную до 17 лет в матче против сборной США.

## Достижения
- Вице-чемпион Бразилии: 2019
- Финалист Кубка Либертадорес: 2020
- Победитель чемпионата мира (до 17 лет): 2019